# Tengiz Abuladze
Tengiz Abuladze (gruzínsky თენგიზ აბულაძე; rusky Тенгиз Евгеньевич Абуладзе) (31. ledna 1924, Kutaisi – 6. března 1994, Tbilisi) byl gruzínský filmový režisér.
Abuladze studoval divadelní režii v letech 1943–1946 v Tbilisi a film ve Všesovětském Filmovém ústavu v Moskvě. Po ukončení studia v roce 1952 působil jako filmový režisér v Gruzii. V roce 1980 byl vyznamenán cenou Národního umělce SSSR.

## Dílo
- Cizí děti, 1958
- Trilogie Prosba, 1967; Strom přání, 1977; Pokání, 1984 (zvláštní cena na Mezinárodním filmovém festivalu v Cannes, 1987)